# Mohamed Hussein Tantawi
Mohammed Hussein Tantawi (født 31. oktober 1935, død 21. september 2021) var en egyptisk politiker og officer med rang af feltmarskal i den egyptiske hær, som var Egyptens de facto leder mellem d. 11. februar 2011 og d. 30. juni 2012 efter at præsident Hosni Mubarak var blevet tvunget til at trække sig. 
I sin karriere i militæret deltog Tantawni i flere af landets vigtige krige. Han kæmpede 1956 i Suez-krigen mod Storbritannien og deres allierede, og i Seksdagskrigen mod Israel i 1967 og Yom-kippur krigen, også imod Israel i 1973. 
Tantawi var en overgang egyptisk militærattaché i Pakistan, inden han den 20. maj 1991 blev udnævnt til forsvarsminister og øverstbefalende for hæren, som han var indtil den 11. februar 2011. Efter præsident Hosni Mubarak den 11. februar 2011 gik af, fungerede Tantawi som leder af det øverste militærråd over havde derved funktionen som statsoverhoved indtil det kommende præsidentvalg. Ved præsidentvalget vandt Mohamed Morsi og overtog dermed positionen som statshovede fra Tantawi. 